# Dityatki

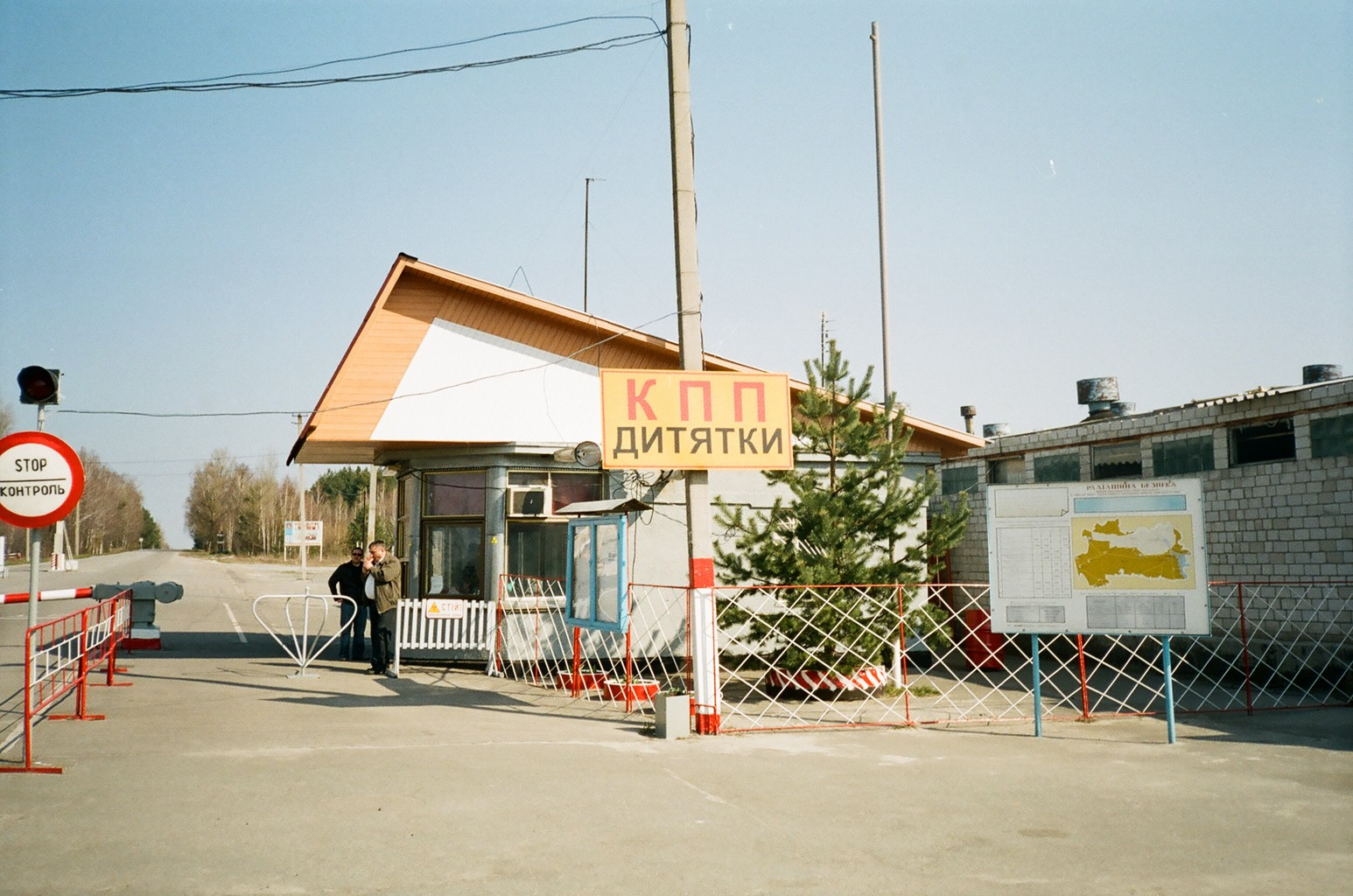
Dityatki ellenőrzőpont 2007-ben

Dityatki, oroszos névalakban Gyityatki (ukránul és oroszul: Дитятки) falu Ukrajna Kijevi területének Ivankivi járásában, a 30 km-es zóna déli határán. Lakosainak száma 571 fő. 1986 óta működik itt a csernobili atomerőmű-baleset után felállított, fegyveres katonák által őrzött ellenőrzőpont, melyen át csak ukrán vagy régi szovjet forgalmi rendszámú gépjárművek léphetnek be a zónába.

## Lásd még
- 30 km-es zóna